# Pareurythoe chilensis
Pareurythoe chilensis är en ringmaskart som först beskrevs av Johan Gustaf Hjalmar Kinberg 1867.  Pareurythoe chilensis ingår i släktet Pareurythoe och familjen Amphinomidae. Inga underarter finns listade i Catalogue of Life.